# Elezioni comunali in Trentino-Alto Adige del 2016
Le elezioni comunali in Trentino-Alto Adige del 2016 si sono tenute l'8 maggio e il 6 novembre, con turni di ballottaggio il 22 maggio, per il rinnovo di 24 consigli comunali.

## Riepilogo sindaci eletti
Coalizione di centro-sinistra
     Commissario straordinario
| Provincia | Comune  | Sindaco uscente | Sindaco uscente | Sindaco eletto | Sindaco eletto   | Primo turno | Primo turno | Secondo turno | Secondo turno | Seggi   |
| Provincia | Comune  | Sindaco uscente | Sindaco uscente | Sindaco eletto | Sindaco eletto   | Voti        | %           | Voti          | %             | Seggi   |
| --------- | ------- | --------------- | --------------- | -------------- | ---------------- | ----------- | ----------- | ------------- | ------------- | ------- |
| Bolzano   | Bolzano |                 | Michele Penta   |                | Renzo Caramaschi | 9.507       | 22,32       | 17.028        | 55,27         | 19 / 45 |